# Етнографічний збірник
«Етнографічний збірник» (Етноґрафічний збірник) — серійне видання Наукового товариства ім. Шевченка у Львові.
Виходило з 1895 року після заснування Етнографічної комісії НТШ (1898) видавалося під її егідою. Призначене для публікації фольклорних та етнографічних матеріалів з усієї етнічної території України і місць населення українців поза її межами. Але з об'єктивних причин цю засаду не завжди можна було реалізувати, тому в «Етнографічному збірнику» переважають публікації з західноукраїнських земель. У 1895—1914 рр. регулярно виходили один, в окремі роки два (1912р — навіть три) томи. Під час Першої світової війни і після неї видавався з перебоями: передостанній спарений 37-40 том −1928 р. 20 том, який мав охопити 4 томи «Коломийок» В. Гнатюка, не вийшов і був втрачений. Усього вийшло 36 книжок.
Матеріали для жанрово-тематичних томів «Етнографічного збірника» збиралися за спеціальними програмами, інструкціями й питальниками (квестіонарами), які розроблялися і розсилалися Етнографічною комісією збирачам і кореспондентам на місцях. Матеріали фіксувалися, упорядковувались і публікувалися за науковими засадами текстології і систематизації. Подача тексту включала відповідні елементи документизації його фіксації, коментарі та вказівки на варіанти й паралелі. Наголос ставився на максимальному автентизмі запису і публікації фольклорних текстів. У деяких томах тексти подано фонетичною транскрипцією. Томи супроводились вступними статтями, де подавалися відомості про джерела опублікованих матеріалів, їх історію, списки збирачів і населених пунктів, з яких походять записи. Найбільше праці в підготовку та редагування збірників вклали В. Гнатюк (21 книга), І. Франко (9 книг). «Етнографічний збірник» привернув до себе увагу широкої наукової громадськості, здобув позитивну оцінку відомих учених. Він і на сьогодні залишається одним із фундаментальних і найбільш авторитетних джерел української фольклористики.